# Vanja

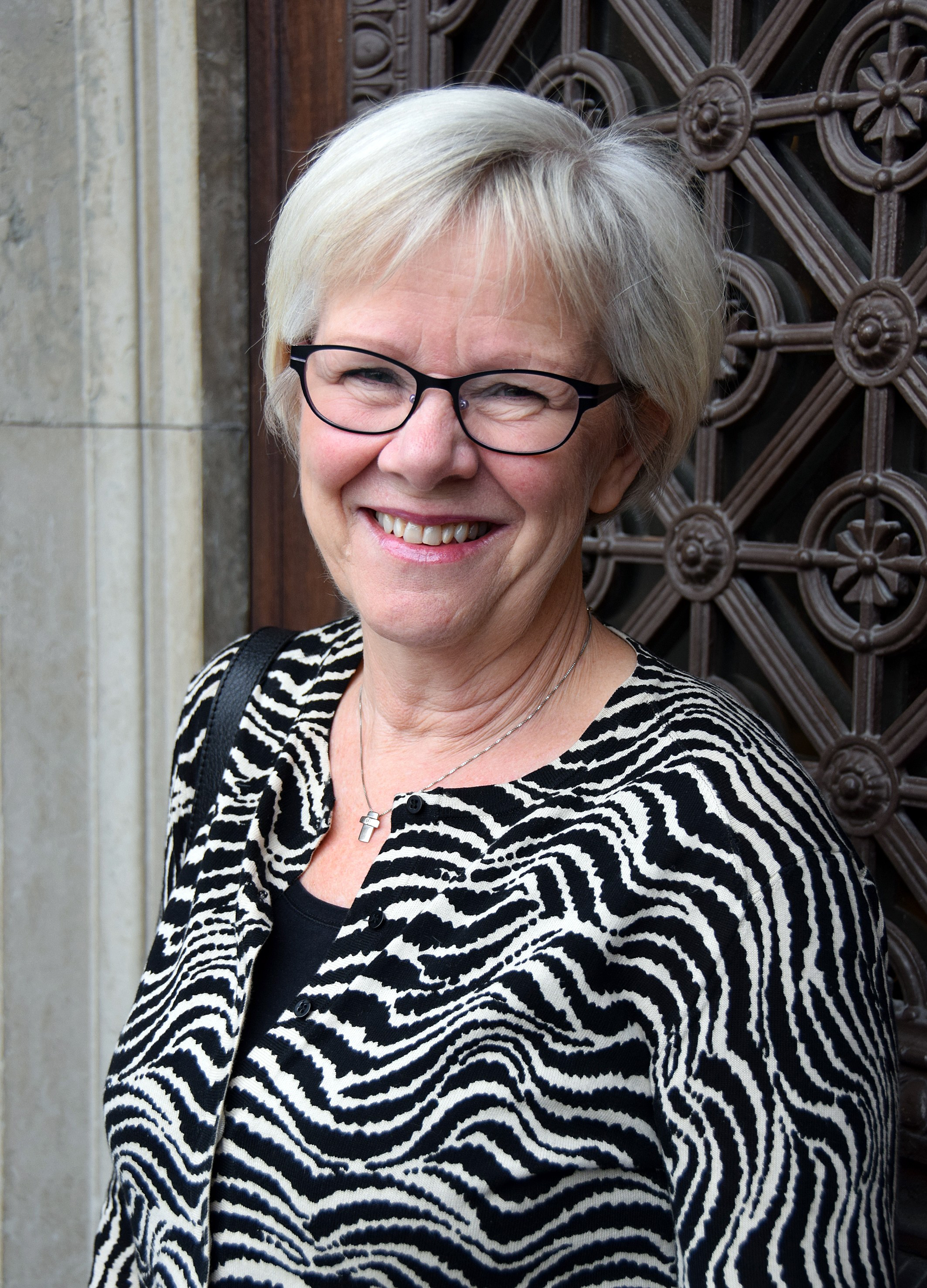
Wanja Lundby-Wedin, 2013.

Vanja eller Wanja är i grunden ett ryskt diminutiv av namnet Ivan, som i sin tur kommer från hebreiskans Johannes. Ett exempel är Onkel Vanja i Tjechovs pjäs. I Ryssland är Vanja uteslutande ett mansnamn. Bland i Sverige födda förekommer det i princip bara som kvinnonamn. Utomlands används stavningarna Vania eller Vanya.
Vanjas popularitet har ökat de senaste åren och namnet är nu ett av de 200 vanligaste tilltalsnamnen bland de minsta flickorna. Men Vanja är ännu inget modenamn.
Den 31 december 2009 fanns det totalt 5 794 personer i Sverige med namnet Vanja/Wanja, varav 3 473 med det som förstanamn/tilltalsnamn. Av dem hade 55 män namnet, varav 44 som tilltalsnamn.
År 2003 fick 53 flickor namnet, varav 29 fick det som tilltalsnamn.
Namnsdag: 24 maj, (1986-1992 22 januari, 1993-2000 8 april)

## Personer med namnet Vanja eller Wanja
- Wanja Basel, skådespelerska
- Vanja Blomberg, gymnast, OS-guld 1952
- Vanja Brunzell, svensk klädskapare
- Wanja Djanaieff (född 1941), textilformgivare
- Vânia Fernandes, portugisisk sångerska
- Vanya Kewley, brittisk journalist
- Vanja Larsson, politiker (V)
- Wanja Lundby-Wedin, f.d. LO-ordförande
- Vanja Rodefeldt, skådespelerska
- Vanja Stambolova, bulgarisk friidrottare